# Mettenheim
Mettenheim là một đô thị thuộc huyện Mühldorf bang Bayern nước Đức